# Chalet Saint Michel
Le chalet Saint Michel est un bâtiment historique de la ville de Mar del Plata en Argentine.

## Histoire
La villa fut construite en 1925 à la demande de Pedro Méndez qui chargea le projet aux architectes Godoy et Cárrega Goyán. Les travaux de construction furent effectués par l'entreprise de construction Arturo Lemni. À l'époque le bâtiment présentait des traits stylistiques qui l'inscrivaient dans la courant sécessionniste viennoise de l'art nouveau.
En 1930 María Harilaos de Olmos, propriétaire de l'inmeuble, chargea l'ingénieur italien Alula Baldassarini du remodelage de la villa qui assuma son aspect actuel, d'inspiration anglo-normande, empreint de la courant de l'architecture pittoresque, très populaire dans l'Argentine du début de XXe siècle. Ces travaux furent la cause de la quasi totale transformation des façades, même si certains éléments tels que la galerie d'angle furent préservés.
Aujourd'hui, le bâtiment est divisé parmi plusieurs appartements et abrite dans le rez-de-chassée des locaux commerciaux.

## Description
La villa est située sur le bord de mer de Mar del Plata au coin d'un bloc.